# Ліпуш (гміна)
Гміна Ліпуш (пол. Gmina Lipusz) — сільська гміна у північній Польщі. Належить до Косьцерського повіту Поморського воєводства.
Станом на 31 грудня 2011 у гміні проживало 3582 особи.

## Територія
Згідно з даними за 2007 рік площа гміни становила 109.20 км², у тому числі:
- орні землі: 23.00%
- ліси: 66.00%

Таким чином, площа гміни становить 9.37% площі повіту.

## Населення
Станом на 31 грудня 2011:
| Опис     | Загалом | Загалом | Чоловіки | Чоловіки | Жінки | Жінки |
| -------- | ------- | ------- | -------- | -------- | ----- | ----- |
| одиниця  | осіб    | %       | осіб     | %        | осіб  | %     |
| все      | 3582    | 100     | 1849     | 51.62    | 1733  | 48.38 |
| міське   | 0       | 100     | 0        |          | 0     |       |
| сільське | 3582    | 100     | 1849     | 51.62    | 1733  | 48.38 |

## Сусідні гміни
Гміна Ліпуш межує з такими гмінами: Дземяни, Косьцежина, Пархово, Студзеніце, Суленчино.